# Jacob Falconer

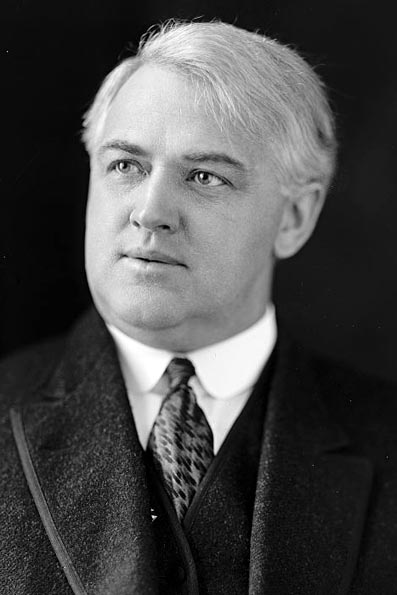
Jacob Falconer

Jacob Alexander Falconer (* 26. Januar 1869 in Ontario, Kanada; † 1. Juli 1928 in Wingdale, New York) war ein US-amerikanischer Politiker. Zwischen 1913 und 1915 vertrat er den Bundesstaat Washington im US-Repräsentantenhaus.

## Werdegang
Bereits im Jahr 1873 kam Jacob Falconer mit seinen Eltern in die Vereinigten Staaten. Die Familie ließ sich zunächst in Saugatuck (Michigan) nieder. Dort besuchte er die öffentlichen Schulen. Später zog er nach Washburn in Wisconsin. In diesem Staat besuchte er bis 1890 die Beloit Academy und dann das Beloit College.
Im Jahr 1894 zog Falconer nach Everett im Staat Washington. Dort begann er in der Holzindustrie zu arbeiten. Gleichzeitig schlug er eine politische Laufbahn ein. In den Jahren 1897 und 1898 war er Bürgermeister seiner neuen Heimatstadt Everett. Zwischen 1904 und 1908 saß er als Abgeordneter im Repräsentantenhaus von Washington; im Jahr 1907 amtierte er als dessen Präsident. Von 1909 bis 1912 gehörte Falconer dem Staatssenat an. Er war Mitglied der kurzlebigen Progressive Party.
Bei den Kongresswahlen des Jahres 1912 wurde er im neugeschaffenen fünften Wahlbezirk von Washington staatsweit in das US-Repräsentantenhaus in Washington, D.C. gewählt. Dort trat er am 3. März 1913 sein neues Mandat an. Bis zum 3. März 1915 konnte er aber nur eine Legislaturperiode im Kongress absolvieren. Im Jahr 1914 strebte er erfolglos die Nominierung seiner Partei für die Wahlen zum US-Senat an.
Von 1915 bis 1919 arbeitete Jacob Falconer als Schiffsmakler in New York City. Im Jahr 1919 zog er nach Fort Worth in Texas. Dort war er an Straßenbauprojekten beteiligt. Nach einem weiteren Umzug im Jahr 1925 nach Farmington in New Mexico wurde Falconer dort im Öl- und Gasgeschäft tätig. Er starb am 1. Juli 1928 in Wingdale (New York) und wurde in Saugatuck beigesetzt.